# 本城はな
本城 はな（ほんじょう はな、2000年3月19日 - ）は日本のAV女優。元アイドル。マインズ所属。

## 人物
2013年2月から2017年3月までアイドルグループMariaのリーダー、aonaとして活動していた。

## 作品

### アダルトDVD
- あれ、気づいちゃいましたか？活動期間4年メジャーデビューもしたアイドルが緊急AVデビュー（6月13日）
- どっきどきLOVEデート はじめての中出しの相手はデートで決めて！次々と指令がでる無茶ぶりで6Pも解禁!?生まれて初めての中出し解禁（7月11日）
- 元アイドルが奇跡の13発 はじめての真正中出し解禁(8月18日)